# The Antlers
Pour les articles homonymes, voir Antlers (homonymie).

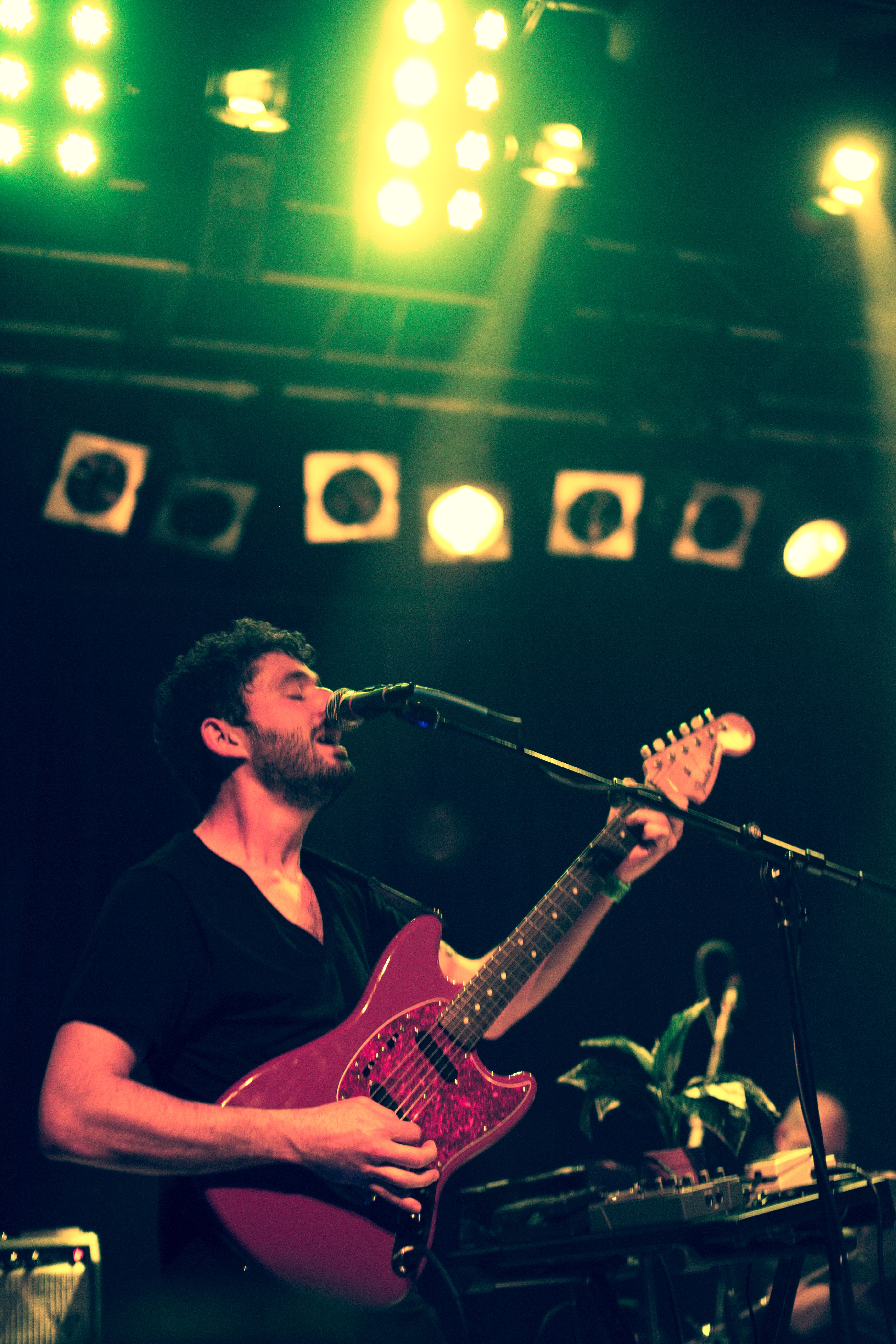
The Antlers

The Antlers est un groupe de rock indépendant actuellement basé à Brooklyn (New York), et dirigé par Peter Silberman. Son nom vient d'une chanson du groupe The Microphones.

## Histoire
Initialement, The Antlers était un projet solo créé par le chanteur et guitariste Peter Silberman immédiatement après son déménagement à Brooklyn. Silberman écrivit lui-même ses deux premiers albums, Uprooted et In the Attic of the Universe, et les sortit sous son propre nom. Par la suite il recruta Michael Lerner et Darby Cicci, pour former un groupe. Ensemble ils produisirent deux EP : Cold War et New York Hospital. La réserve de titre de Silberman donnera plus tard lieu à un album entier, Hospice. L'histoire de l'album Hospice est sujette à débat, mais Silberman a expliqué que le disque racontait l'histoire d'une relation amoureuse trop envahissante, par analogie avec l'employé d'un hospice et un patient en phase terminale. L'album fut auto-produit en mars 2009, et tous les stocks disponibles furent écoulés. Par la suite le groupe signa avec le label New-Yorkais Frenchkiss Records, qui sortit une version remasterisée d'Hospice le 18 août 2009. L'album fut salué par la critique. 
Le groupe s'est produit en 2010 au Primavera Sound Festival de Barcelone (en première partie de The National), au Osheaga Festival de Montréal, et au Lollapalooza Music Festival de Chicago.
En 2011, paraît Burst Apart.
Le 15 juin 2015 est paru en édition limitée et en 
double vinyle uniquement, The Antlers “In London” enregistré lors du spectacle du groupe au Hackney 
Empire en octobre 2014.

## Membres
- Peter Silberman – paroles, guitare, harmonica, harpe, accordéon, claviers
- Michael Lerner – batterie, percussions
- Darby Cicci – claviers, trompette, banjo

## Discographie
Albums Studio
- Uprooted (en) (auto-produit, 2006)
- In the Attic of the Universe (en) (Fall Records, 6 novembre 2007)
- Hospice (en) (auto-produit, mars 2009; Frenchkiss Records, 18 août 2009)
- Burst Apart (en) (Frenchkiss Records, 10 mai 2011)
- Familiars (en) (ANTI- / Transgressive Records, 17 juin 2014)
- Green to Gold (en) (ANTI- / Transgressive Records, 26 mars 2021)

Albums Live
- In London (Transgressive Records, 15 juin 2015)

EPs
- Cold War (2007)
- New York Hospitals (2008)
- Undersea (2012)

Singles
- Two (en) (22 juin 2009)
- Bear (16 novembre 2009)
- Sylvia (22 mars 2010)
- Drift Dive (26 juin 2012)
- Palace (31 mars 2014)
- Hotel (5 mai 2014)

## Autres
- La musique "Kettering" de l'album Hospice est utilisée dans le dernier épisode de la série Painkiller ;
- La musique "Kettering" de l'album Hospice est utilisée dans le générique de fin du film Camp X-Ray ;
- La musique "Kettering" de l'album Hospice est utilisée dans l'épisode 13 de la saison 3 de Chuck ;
- La musique "Kettering" de l'album Hospice est utilisée dans l'épisode 1 de la saison 1 de Sense8 ;
- La musique "Kettering" de l'album Hospice est utilisée dans l'épisode 6 de la saison 1 de "Fear the walking dead" ;
- La musique "Kettering" de l'album Hospice est utilisée dans l'épisode 10 de la saison 1 de "The 100" ;
- La chanson "Rolled Together" de l'album Burst Apart est utilisée dans l'épisode 15 de la saison 2 de Suits.
- La musique "Kettering" de l'album Hospice est utilisée dans l'épisode 14 de la saison 4 de Riverdale
- La musique "Kettering" de l'album Hospice est utilisée dans l'épisode 22 de la saison 1 de New Amsterdam